# Football Club Midtjylland
El Football Club Midtjylland és un club de futbol danès de les ciutats de Herning i Ikast. Midtjylland significa Jutlàndia Central.

## Història

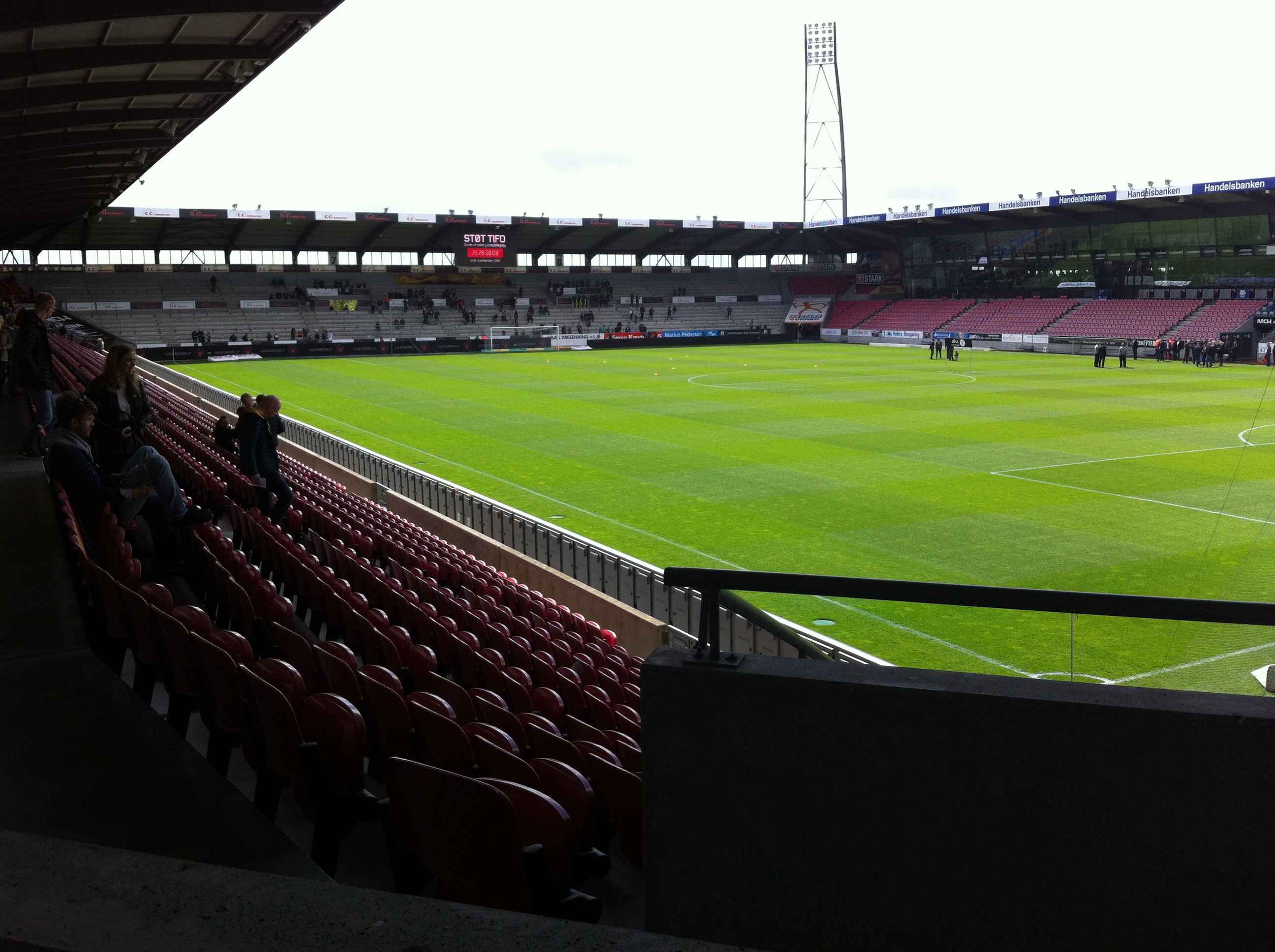
Estadi del FC Midtjylland, MCH Arena.

El club va néixer el 6 d'abril de 1999 per la fusió dels clubs Ikast FS (fundat el 1935) i Herning Fremad (fundat el 1918). El seu major èxit fou la lliga danesa de la temporada 2014-15.

## Palmarès
- Lliga danesa de futbol (4): 2014-15, 2017-18, 2019-20, 2023-24
- Segona Divisió danesa: 1999-00